# Larsen Jensen
Larsen Alan Jensen, född 1 september 1985 i Bakersfield i Kalifornien, är en amerikansk simmare.
Jensen blev olympisk silvermedaljör på 1500 meter frisim vid sommarspelen 2004 i Aten.